# Dubai Desert Classic
Die Hero Dubai Desert Classic ist ein alljährliches professionelles Golfturnier, welches in Dubai in den Vereinigten Arabischen Emiraten stattfindet. Es ist seit seiner Einweihung 1989 fester Bestandteil der DP World Tour, ehemals European Tour. Es war das erste Event auf der Tour, das im Nahen Osten ausgetragen wurde. Das Turnier wurde überwiegend auf dem „Majlis“-Kurs im Emirates Golf Club gespielt, mit Ausnahme der Jahre 1999 und 2000, wo man im Dubai Creek Golf & Yacht Club spielte.
Das Event ist dafür bekannt, die größten Stars der Golfwelt anzuziehen, die zusätzlich mit großzügigen Antrittsgehältern angelockt werden. Am erfolgreichsten waren bisher Ernie Els und Rory McIlroy, die die Desert Classic dreimal gewinnen konnten. Hauptsponsoren des Turniers sind Dubai und Hero (seit 2023), zu den Nebensponsoren zählen Mercedes-Benz, National Bank of Dubai, Jumeirah Golf Estates, CNN, Emaar, Emirates Airlines und Gulf News. 2022 erfolgte eine starke Aufwertung des Turniers, es wurde Teil der Rolex Series. Das Preisgeld erhöhte sich stark auf 8 Millionen US-Dollar.

## Siegerliste
| Jahr                             | Sieger                    | Nationalität              | Ergebnis                  | Vorsprung                 |
| Hero Dubai Desert Classic        | Hero Dubai Desert Classic | Hero Dubai Desert Classic | Hero Dubai Desert Classic | Hero Dubai Desert Classic |
| -------------------------------- | ------------------------- | ------------------------- | ------------------------- | ------------------------- |
| 2025                             | Tyrrell Hatton            | England                   | 273 (−15)                 | 1 Schlag                  |
| 2024                             | Rory McIlroy (4)          | Nordirland                | 274 (−14)                 | 1 Schlag                  |
| 2023                             | Rory McIlroy (3)          | Nordirland                | 269 (−19)                 | 1 Schlag                  |
| Slync.io Dubai Desert Classic    |                           |                           |                           |                           |
| 2022                             | Viktor Hovland            | Norwegen                  | 275 (−12)                 | Sieg im Playoff           |
| Omega Dubai Desert Classic       |                           |                           |                           |                           |
| 2021                             | Paul Casey                | England                   | 271 (−17)                 | 4 Schläge                 |
| 2020                             | Lucas Herbert             | Australien                | 279 (− 9)                 | Sieg im Playoff           |
| 2019                             | Bryson DeChambeau         | Vereinigte Staaten        | 264 (−24)                 | 7 Schläge                 |
| 2018                             | Li Haotong                | Volksrepublik China       | 265 (−23)                 | 1 Schlag                  |
| 2017                             | Sergio Garcia             | Spanien                   | 269 (−19)                 | 3 Schläge                 |
| 2016                             | Danny Willett             | England                   | 269 (−19)                 | 1 Schlag                  |
| 2015                             | Rory McIlroy (2)          | Nordirland                | 266 (−22)                 | 3 Schläge                 |
| 2014                             | Stephen Gallacher (2)     | Schottland                | 272 (−16)                 | 1 Schlag                  |
| 2013                             | Stephen Gallacher         | Schottland                | 266 (−22)                 | 1 Schlag                  |
| 2012                             | Rafael Cabrera-Bello      | Spanien                   | 270 (−18)                 | 1 Schlag                  |
| 2011                             | Álvaro Quirós García      | Spanien                   | 277 (−11)                 | 1 Schlag                  |
| 2010                             | Miguel Ángel Jiménez      | Spanien                   | 277 (−11)                 | Sieg im Playoff           |
| Dubai Desert Classic             |                           |                           |                           |                           |
| 2009                             | Rory McIlroy              | Nordirland                | 269 (−19)                 | 1 Schlag                  |
| 2008                             | Tiger Woods (2)           | Vereinigte Staaten        | 274 (−14)                 | 1 Schlag                  |
| 2007                             | Henrik Stenson            | Schweden                  | 269 (−19)                 | 1 Schlag                  |
| 2006                             | Tiger Woods               | Vereinigte Staaten        | 269 (−19)                 | Sieg im Playoff           |
| 2005                             | Ernie Els (3)             | Südafrika                 | 269 (−19)                 | 1 Schlag                  |
| 2004                             | Mark O’Meara              | Vereinigte Staaten        | 271 (−17)                 | 1 Schlag                  |
| 2003                             | Robert-Jan Derksen        | Niederlande               | 271 (−17)                 | 1 Schlag                  |
| 2002                             | Ernie Els (2)             | Südafrika                 | 272 (−16)                 | 4 Schläge                 |
| 2001                             | Thomas Bjørn              | Dänemark                  | 266 (−22)                 | 2 Schläge                 |
| 2000                             | José Cóceres              | Argentinien               | 274 (−14)                 | 2 Schläge                 |
| 1999                             | David Howell              | England                   | 275 (−13)                 | 4 Schläge                 |
| 1998                             | José María Olazábal       | Spanien                   | 269 (−19)                 | 3 Schläge                 |
| 1997                             | Richard Green             | Australien                | 272 (−16)                 | Sieg im Playoff           |
| 1996                             | Colin Montgomerie         | Schottland                | 270 (−18)                 | 1 Schlag                  |
| 1995                             | Fred Couples              | Vereinigte Staaten        | 268 (−20)                 | 3 Schläge                 |
| 1994                             | Ernie Els                 | Südafrika                 | 268 (−20)                 | 6 Schläge                 |
| 1993                             | Wayne Westner             | Südafrika                 | 274 (−14)                 | 2 Schläge                 |
| 1992                             | Seve Ballesteros          | Spanien                   | 272 (−16)                 | Sieg im Playoff           |
| Emirates Airlines Desert Classic |                           |                           |                           |                           |
| 1990                             | Eamonn Darcy              | Irland                    | 276 (−12)                 | 4 Schläge                 |
| Karl Litten Desert Classic       |                           |                           |                           |                           |
| 1989                             | Mark James                | England                   | 277 (−11)                 | Sieg im Playoff           |